# 都市参事会員
都市参事会員（単数形 ラテン語: Decurio デクリオ，複数形 Decuriones デクリオネス）は、古代ローマの各都市（コロニアやムニキピウム）に設置された都市参事会(Decuriones)の議員のこと。単に参事会員と訳されることもある。都市参事会の標準的な定員は数十名から100名程度であり、選出基準は各都市の法(lex municipalis)に依っていたが、一般的には5年毎のケンスス（国勢調査）での一定以上の財産保有者で年齢25歳以上の都市政務官経験者のうち、声望がある者などが条件であった。
帝政前期の地方都市の自治行政が広く認められた時代には、彼らは政治エリートであると同時に、主に土地所有に支えられた経済エリートでもあり、都市や帝国の諸負担を担う代わりに、さまざまな特権や名誉を享受していた。これに対する地位として「民衆」があり、参事会員以外のこれら都市住民は、都市経済の枠内で活動する貧しい職人や商人であり、帝政期には民会の機能低下によって政治的発言権を失い、政治的にも経済的にも参事会員層に従属する貧困大衆であったという。